# Himno nacional del Brasil
El Himno nacional brasileño (Hino Nacional Brasileiro en portugués) fue compuesto por Francisco Manuel da Silva luego de que Brasil se independizara de Portugal en 1822, pero no fue oficial hasta 1890.
El himno anterior a este era el Himno de la Independencia de Brasil compuesto por el emperador Pedro I. Sin embargo, con el establecimiento de la república en 1889, la letra fue escrita por Joaquim Osório Duque Estrada para que fuera cantada acompañada por la música de Francisco Manuel da Silva. Con el transcurso del tiempo la letra ha sufrido algunas modificaciones.